# Marsz Życia
Marsz Życia (March of Life) – marsze pamięci odbywające się w historycznych miejscach Holokaustu na całym świecie.
Organizowany jest w ponad 80 miastach w 12 krajach w Europie, Ameryce Północnej i Ameryce Łacińskiej. Inicjatorem Marszu Życia w Polsce byli Jobsta i Charlotte Bittner oraz organizacji TOS Ministries z Tybingi.
Uroczystości w Polsce odbywają się w Warszawie, Kielcach, na terenach niemieckich obozach zagłady Auschwitz-Birkenau, w Treblince, Bełżcu, Majdanku, Kulmhof we wsi Chełmno nad Nerem i Sobiborze.
W 2011 roku za szczególne zasługi dla ocalałych z Holokaustu "Marsz życia" został uhonorowany przez Parlament Izraela.

## Marsze Życia na Świecie
- 2010:- La Paz
- 2010:- Lima
- 2010:- Spokane, Bloomington, Miami, Bartlesville, Saint Louis, Nowy Jork[3]
- 2011: Azja, Ameryka Łacińska
- 2011: Ryga, Dyneburg[4]
- 2011: Wilno, Kowno[5]
- 2012: Warszawa, Auschwitz-Birkenau, Treblinka (obozy), Niemiecki obóz zagłady w Bełżcu, Lublin (KL), Kulmhof, Sobibor[6]

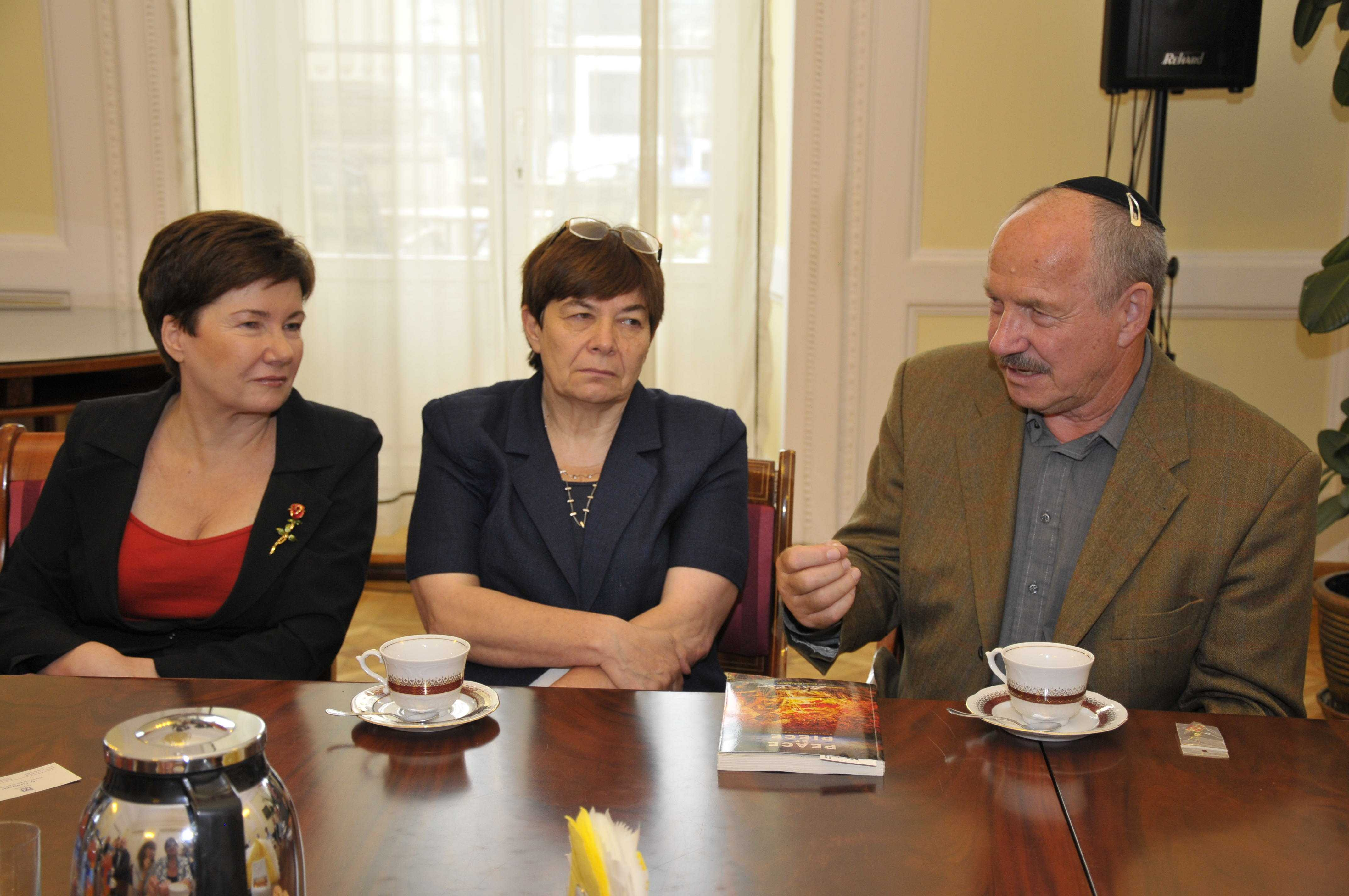
March of Life 2012 Hanna Gronkiewicz-Waltz
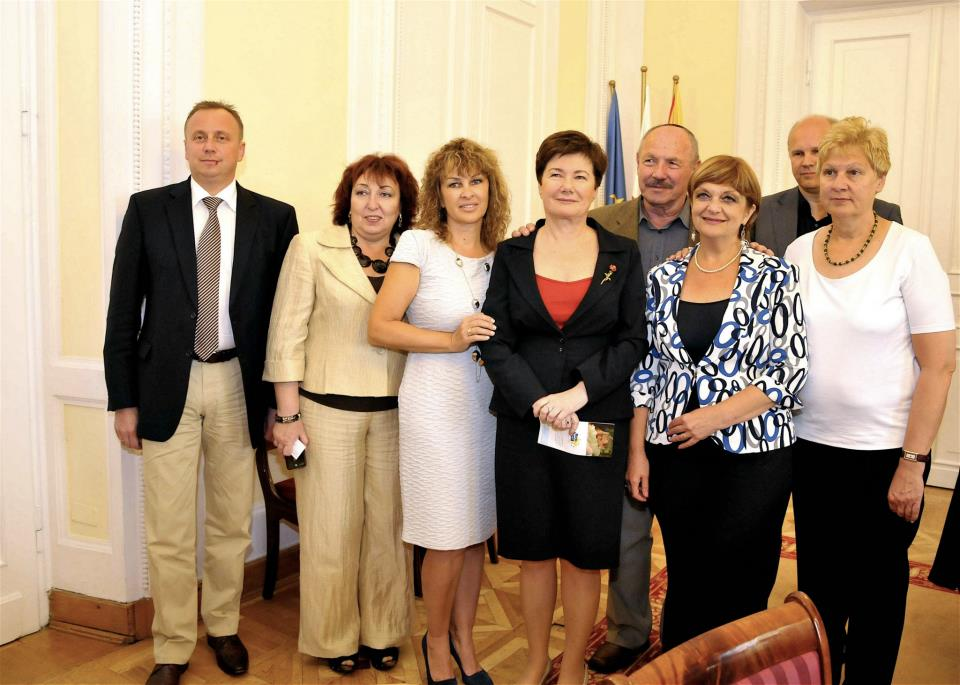
Lia Szemtow, Bożena Gąsiorowska, Peter Loth, Hanna Gronkiewicz-Waltz
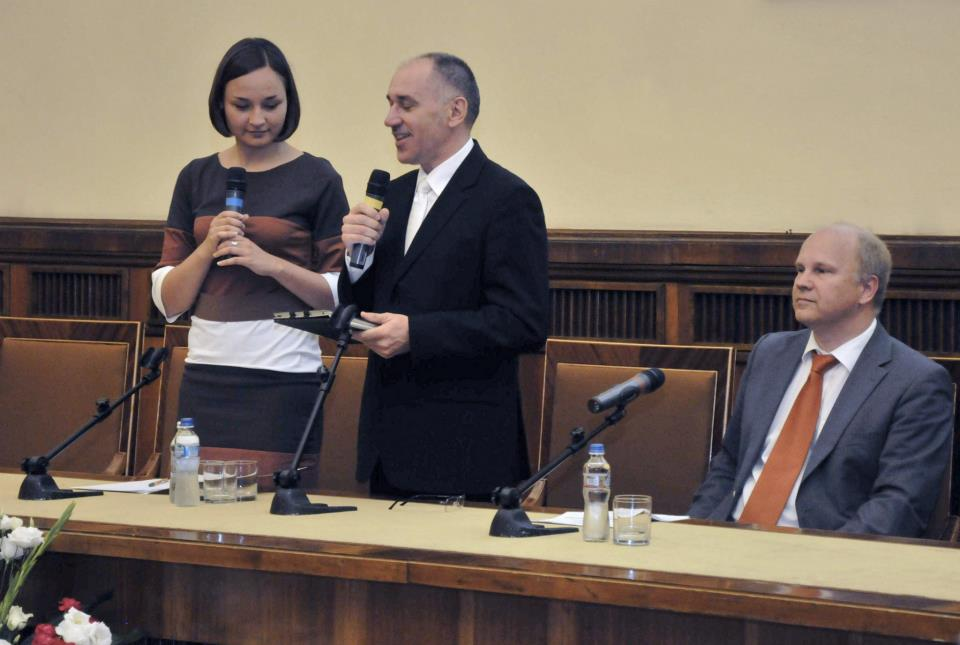
Jobst Bittner